# 양화 (가수)
양화(본명: 양진영, 1991년 1월 15일 ~ )은 대한민국의 가수이다.